# Йоребру (лен)
Лен Йоребру (на шведски: Örebro län) е лен в централна Швеция. Граничи на север с лен Даларна, на запад с лен Вермланд, на юг с лените Вестра Йоталанд и Йостерйотланд, а на изток с лените Вестманланд и Сьодерманланд. Административен център на лена е град Йоребру.

## История
През 1435 г. крал Ейрик III награждава Енгелбрект Енгелбректсон с ленното владение Йоребру.

## Общини в лен Йоребру
В рамките на административното си устройсто, лен Йоребру се разеделя на 12 общини със съответно население към 31 декември 2013 :
|  | - Аскершунд (Askersund) с население 11 096 души; - Дегерфорш (Degerfors) с население 9500 души; - Йоребру (Örebro) с население 140 599 души; - Карскуга (Karlskoga) с население 29 728 души; - Кумла (Kumla) с население 20 904 души; - Лаксо (Laxå) с население 5580 души; - Лекебери (Lekerberg) с население 7289 души; - Линдесбери (Lindesberg) с население 23 176 души; - Нура (Nora) с население 10 399 души; - Халсбери (Hallsberg) с население 15 267 души; - Хелефорш (Hällefors) с население 6982 души; - Юснаршбери (Ljusnarsberg) с население 4875 души; |